# Priscilla Presleyová
Priscilla Beaulieu Presley, rodným jménem Priscilla Ann Wagner (* 24. května 1945 Brooklyn) je americká herečka a obchodnice, v letech 1967–73 manželka Elvise Presleyho, se kterým měla dceru, americkou zpěvačku Lisu Marii Presley.
Jako herečka je nejvíce známá postavou Jenny Wade ze seriálu Dallas a rolí Jane Spencerové v sérii komedií Bláznivá střela: Z archivů policejního oddělení, Bláznivá střela 2 a 1/2: Vůně strachu a Bláznivá střela 33 a 1/3: Poslední trapas, v nichž se objevila po boku Leslieho Nielsena.
Hlásí se ke scientologům. S životním partnerem Marcem Garibaldim, se kterým žila v období 1985–2006, má syna Navarone Garibaldiho (nar. 1987).

## Herecká filmografie
- 2002 – After Dallas (televizní film)
- 1999 – Hayley Wagner, Star (televizní film)
- 1998 – Snídaně s Einsteinem (televizní film)
- 1997 – Elvis: His Life and Times (televizní film)
- 1994 – Bláznivá střela 33 a 1/3: Poslední trapas
- 1992 – Melrose Place (televizní seriál)
- 1991 – Bláznivá střela 2 a 1/2: Vůně strachu
- 1990 – Dobrodružství Forda Fairlanea
- 1989 – Příběhy ze záhrobí (televizní seriál)
- 1988 – Bláznivá střela: Z archivů  policejního oddělení
- 1983 – Love Is Forever (televizní film)
- 1978 – Dallas (televizní seriál)